# Nephepeltia aequisetis
Nephepeltia aequisetis is een libellensoort uit de familie van de korenbouten (Libellulidae), onderorde echte libellen (Anisoptera).
De wetenschappelijke naam Nephepeltia aequisetis is voor het eerst geldig gepubliceerd in 1909 door Calvert.